# Puerta Luna

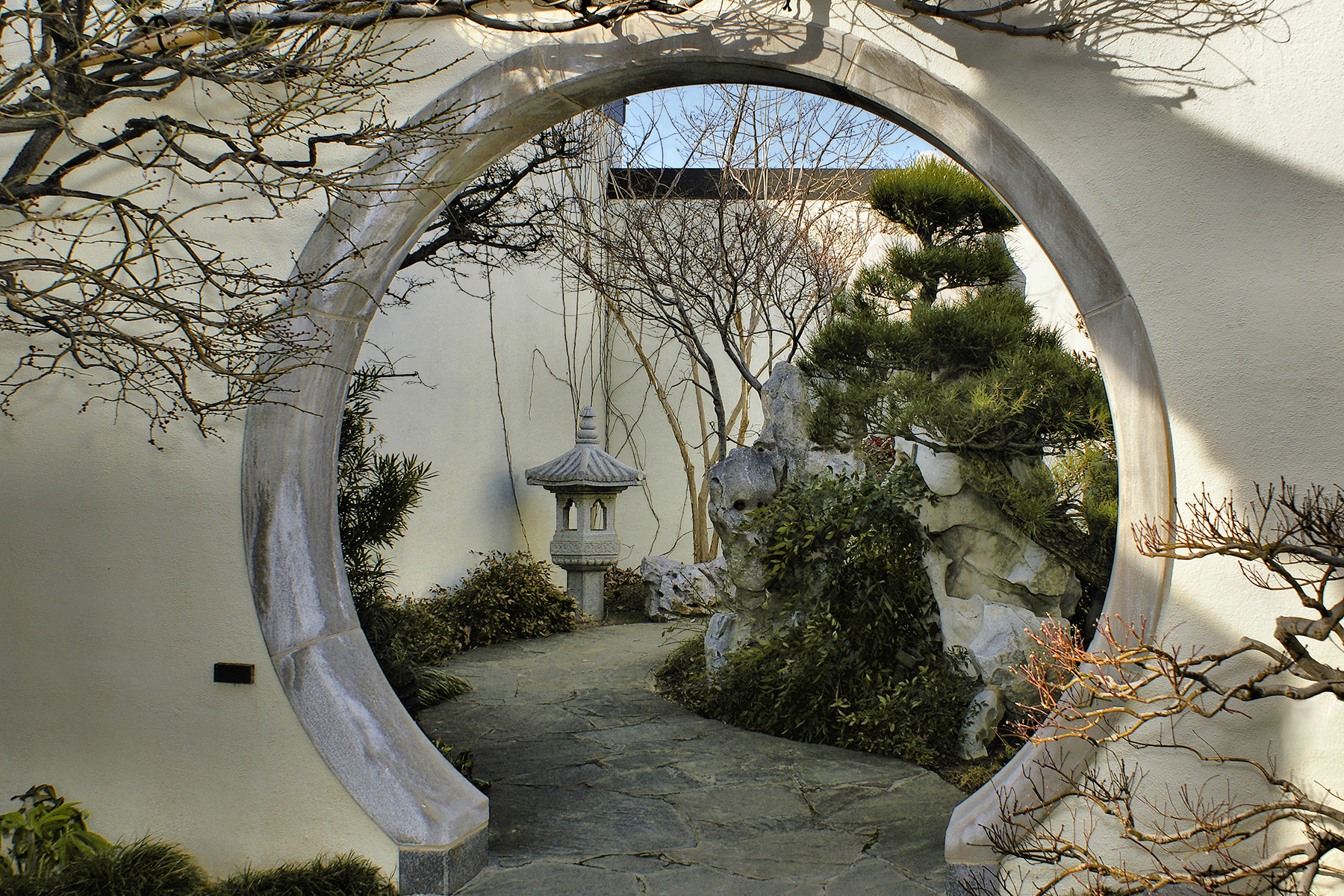

Una puerta luna (en chino también conocida como puerta de marzo o puerta de abril) es una apertura circular en el muro. Una entrada circular.
Su origen se remonta a los pueblos indoeuropeos y su devoción a la luna. 
La mitad de la puerta superaba normalmente el muro y estaban hechos de piedra en bruto.
Actualmente se cree que las puertas de la luna traen buena suerte a aquel que pasa por debajo.
En algunos países como nueva Zelanda, los recién casados pasan juntos bajo una puerta de la luna para atraer la buena suerte en el matrimonio. 
En china se utilizan como entrada en los jardines de la clase alta. 
Venus o la puerta de la luna (chino: 月亮 门, pinyin: yu loi manh) es un tipo de puerta típica de la arquitectura China Esta es una pared en el jardín o en la casa que tiene una pasarela circular (como una luna llena) para los peatones, por encima de esta pared hay una baldosa, este tipo de puerta no está disponible. La función de apertura y cierre, principalmente se utiliza con fines de decoración.
Este es un elemento arquitectónico tradicional en los jardines chinos. Yemen desde la perspectiva china tiene un gran significado espiritual, para ver el mundo exterior y dar la bienvenida a las oportunidades futuras. Esta puerta se combina con las baldosas en la puerta y en la forma de la puerta que representa la luna junto con los amuletos (generalmente rojos con la palabra barco) pegados en la puerta. El jardín de estilo chino a menudo se usa como telón de fondo para la puerta. El objetivo de la luna de miel es servir de puerta de entrada al jardín de la elite adinerada de China para aumentar el atractivo visual del jardín y del interior del hogar. Esta puerta se encontró originalmente en los jardines de la nobleza china adinerada.

## Galería de imágenes

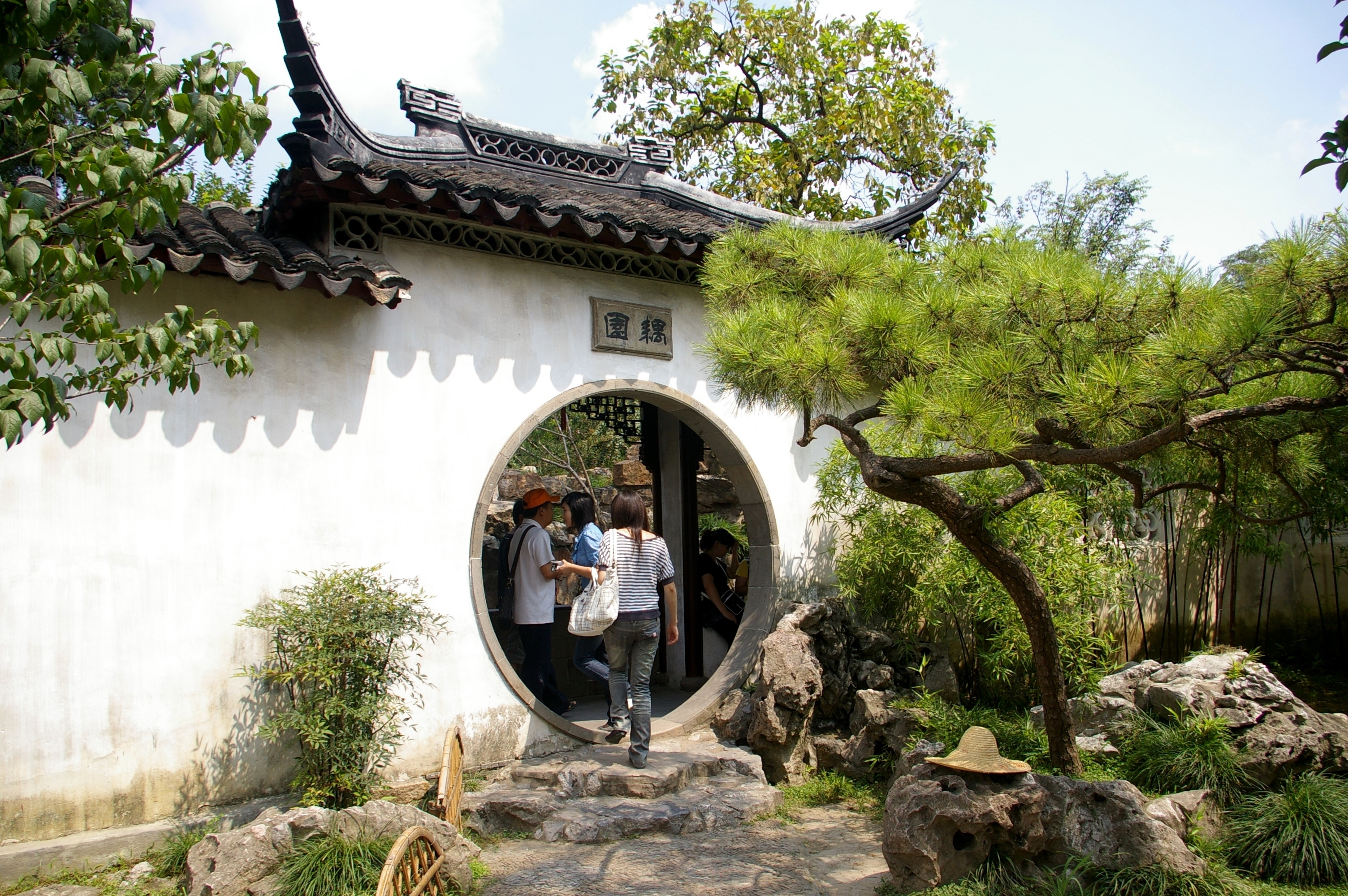
Puerta Luna en el jardín de la Pareja de Jubilados (Ou Yuan) en los jardines clásicos de Suzhou.
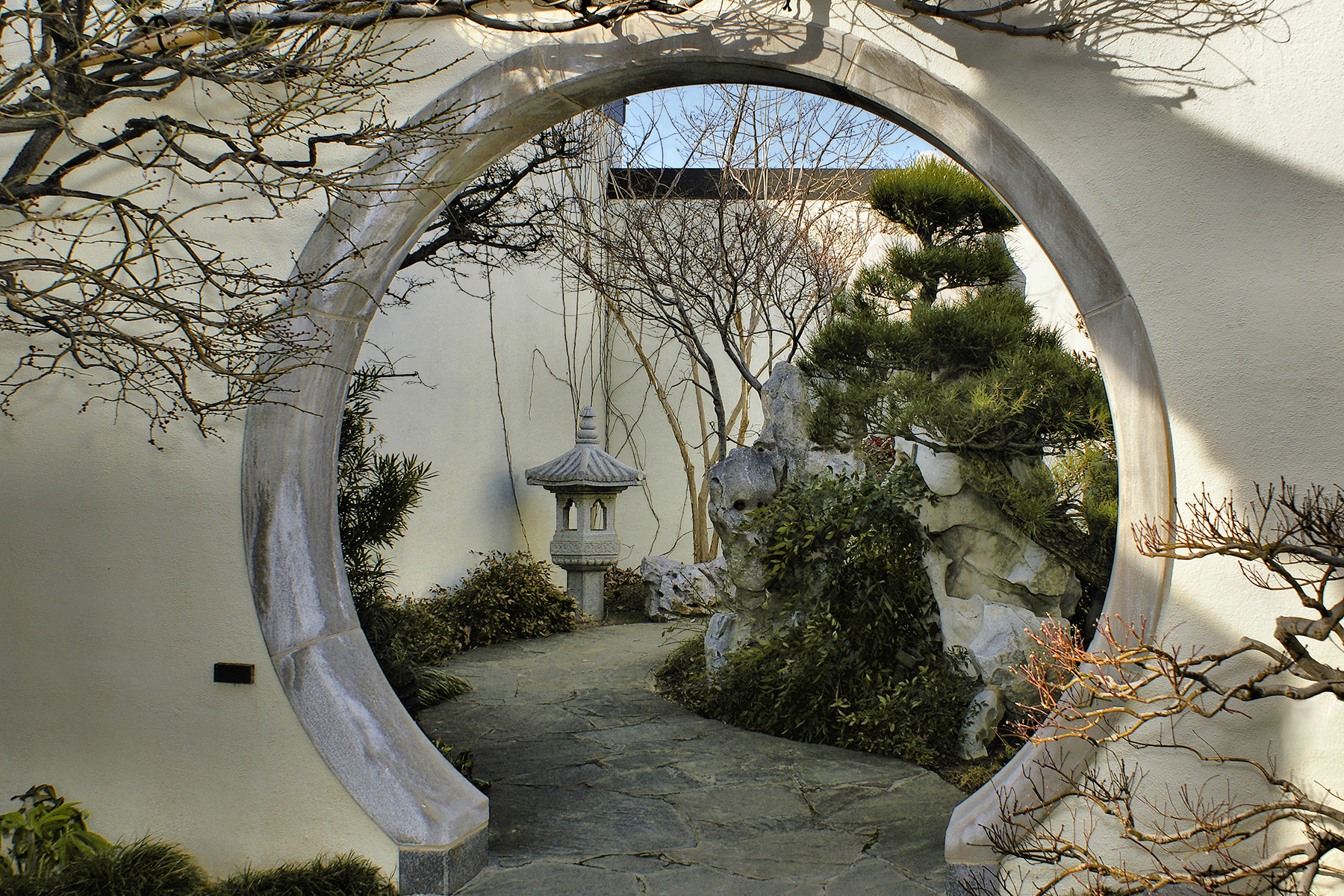
Puerta Luna, National Bonsai and Penjing Museum, Arboretum Nacional de Estados Unidos.
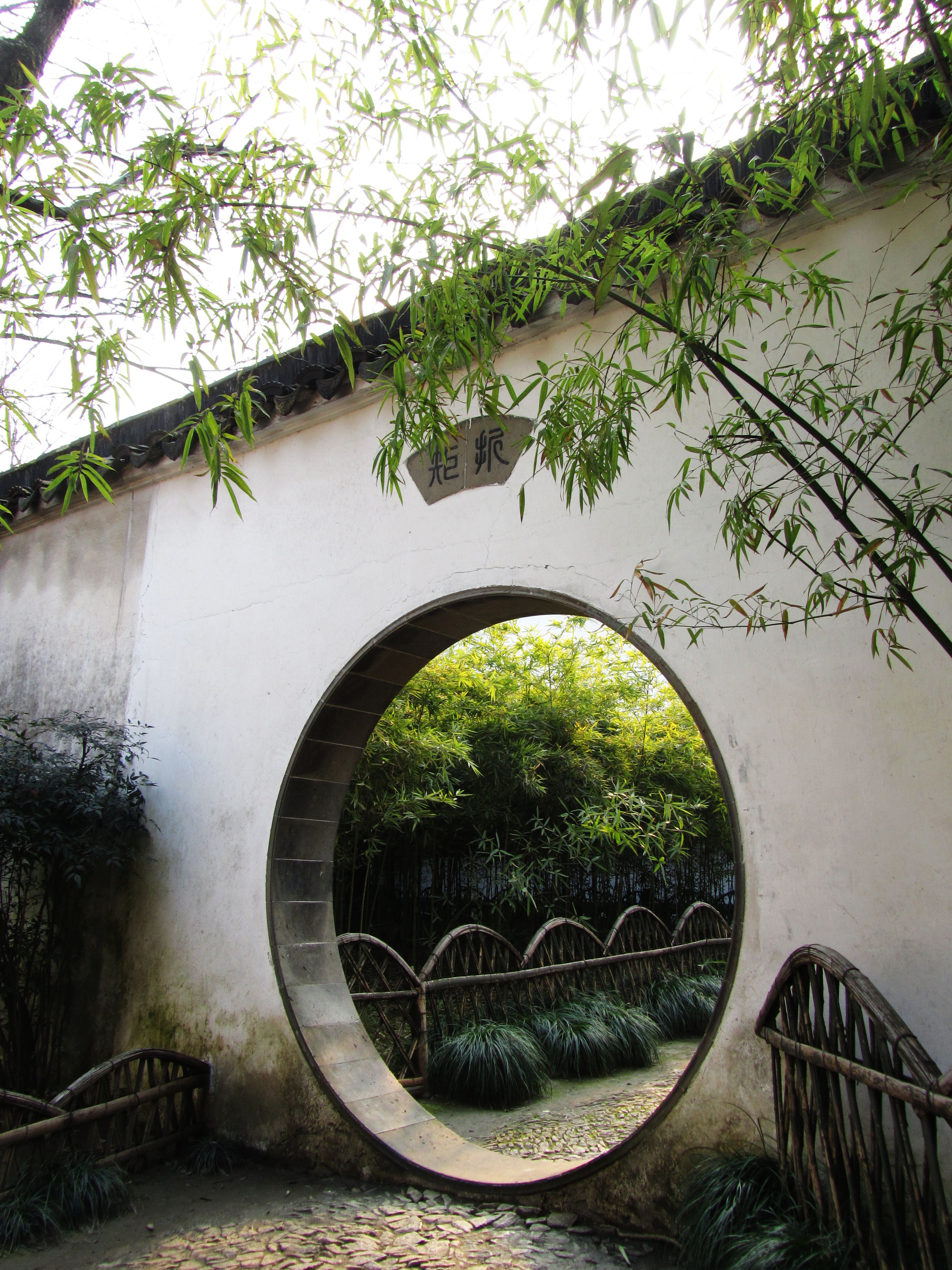
Puerta Luna en el pabellón de Canglang en Suzhou.
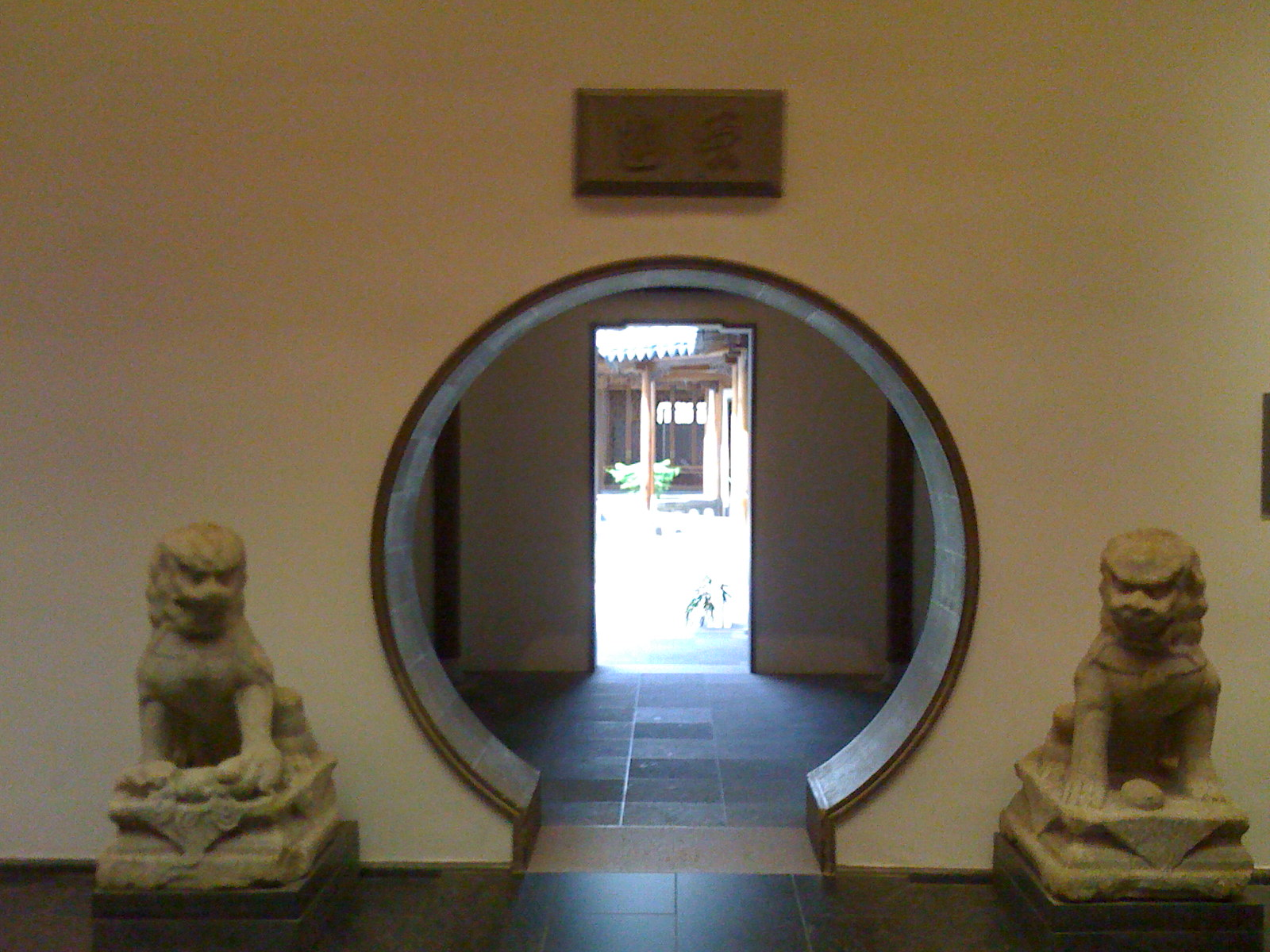
Patio de estilo chino de la dinastía Ming en el Museo Metropolitano de Arte, Nueva York.
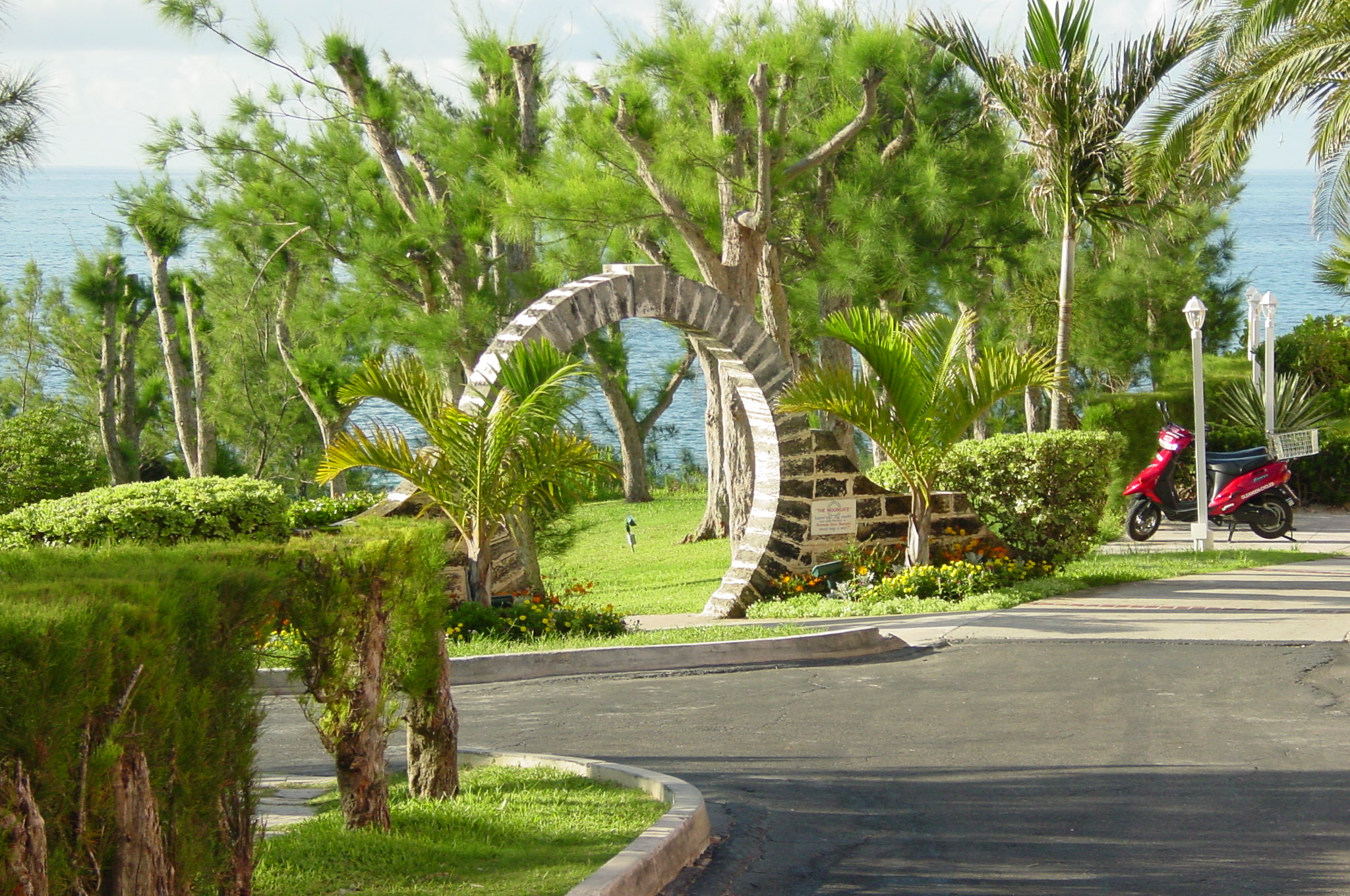
Una Puerta Luna en las Bermudas.
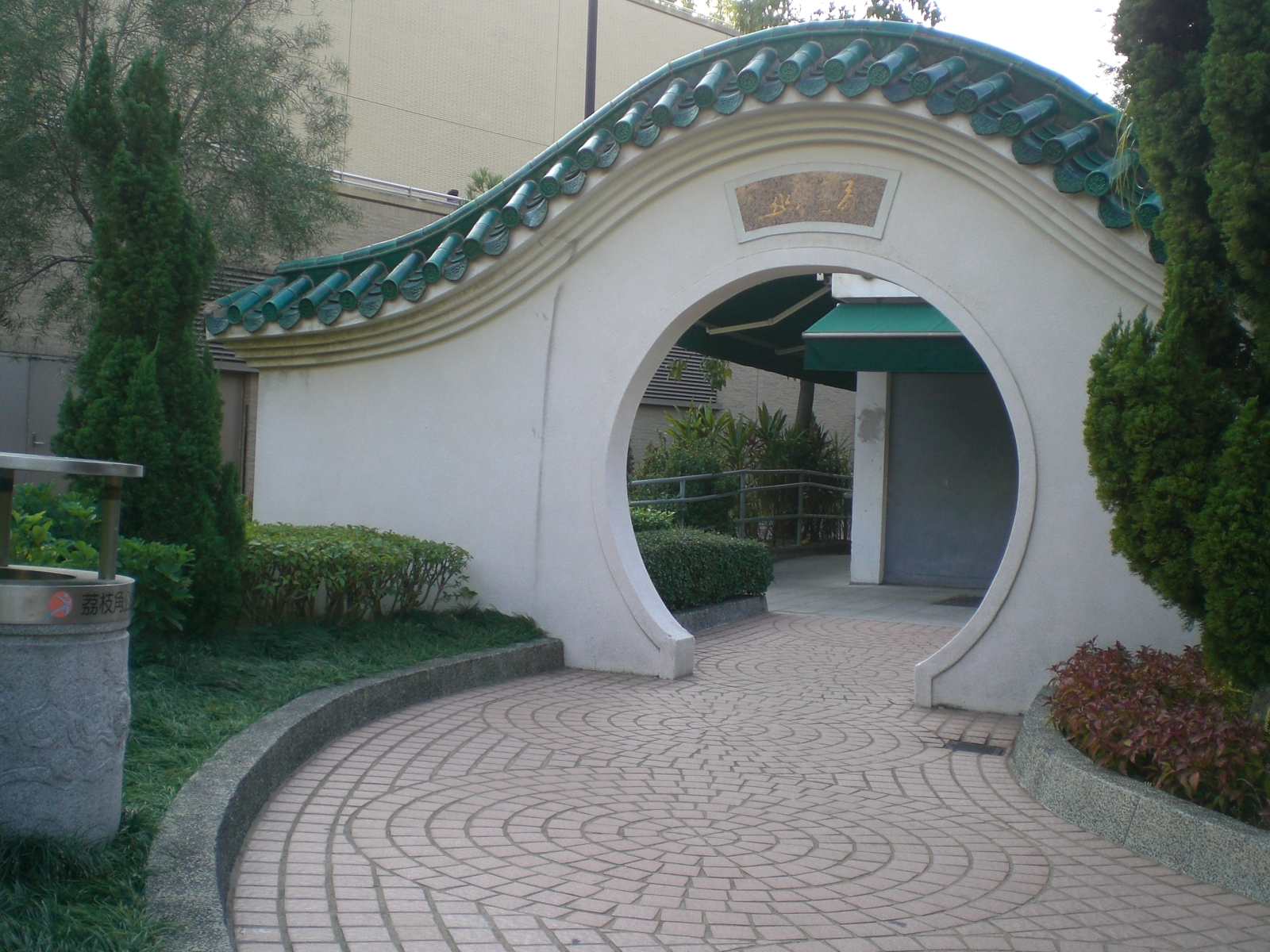
Arco en el Parque Chino Lai Chi Kok, Hong Kong.
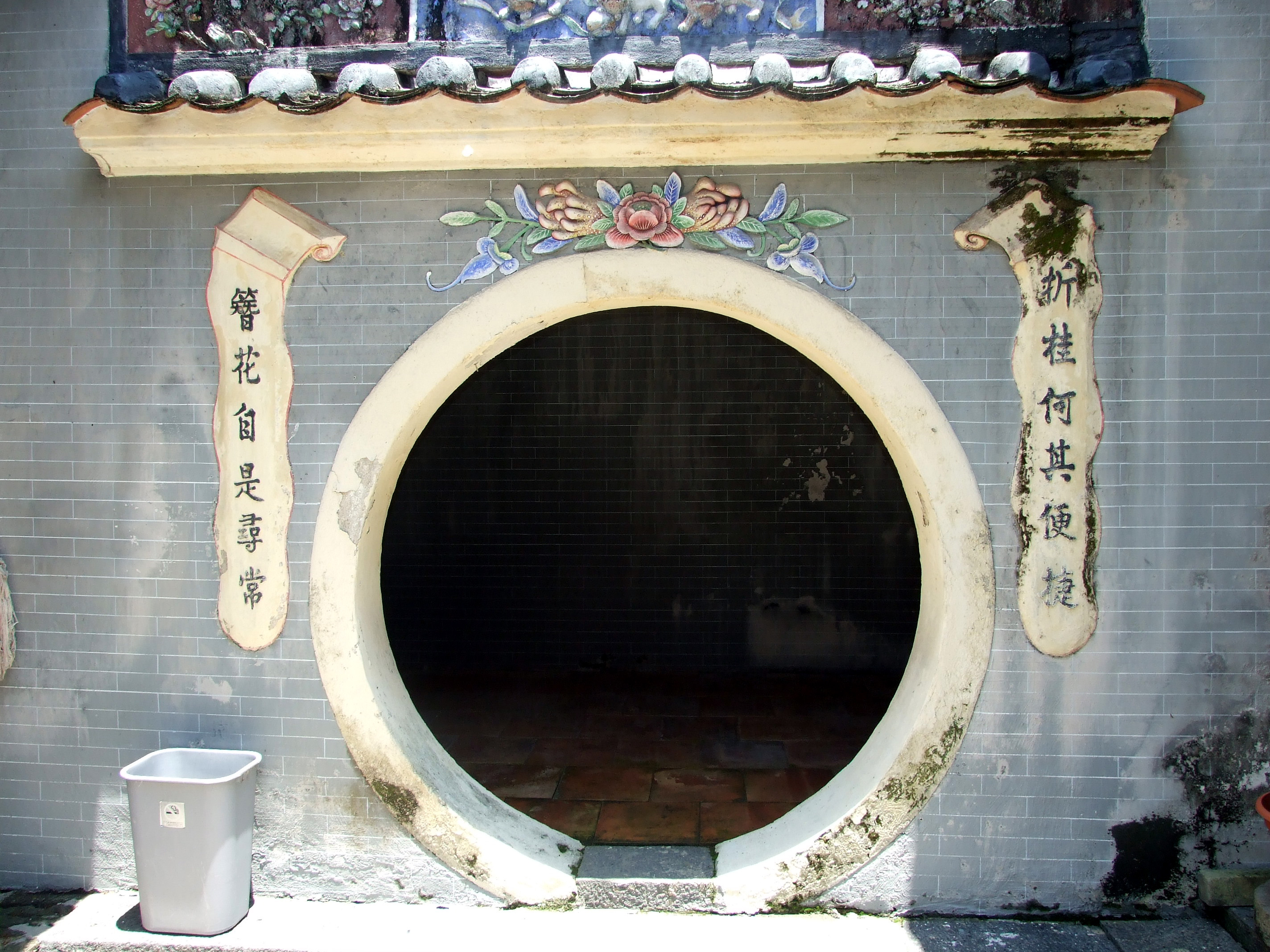
Puerta Luna en el Lik Wing Tong Study Hall, Hong Kong.
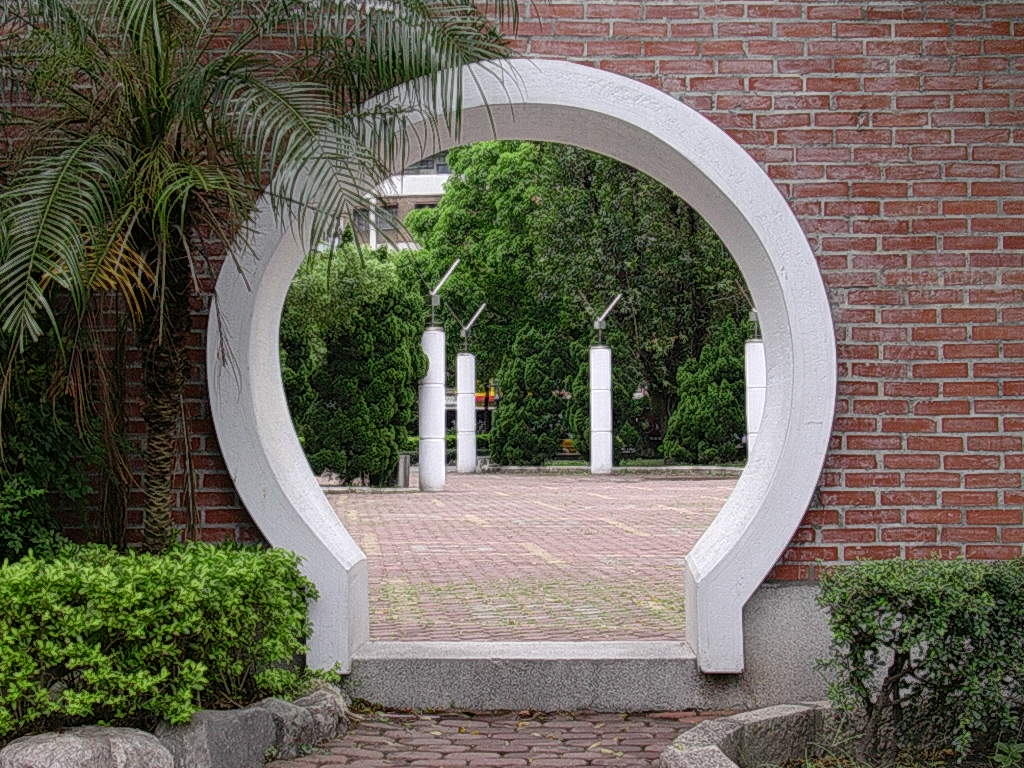
Parque Zhonghe, Taipéi.

- Datos: Q10800210
- Multimedia: Moon gates / Q10800210